# 45 Aquilae
45 Aquilae, som är stjärnans Flamsteed-beteckning, är en trippelstjärna belägen i den mellersta delen av stjärnbilden Örnen. Den har en kombinerad skenbar magnitud på ca 5,66 och är svagt synlig för blotta ögat där ljusföroreningar ej förekommer. Baserat på parallax enligt Gaia Data Release 2 på ca 9,3 mas, beräknas den befinna sig på ett avstånd på ca 350 ljusår (ca 107 parsek) från solen. Den rör sig närmare solen med en heliocentrisk radialhastighet av ca -46 km/s.

## Egenskaper
Primärstjärnan 45 Aquilae A är en vit  till blå underjättestjärna av spektralklass A3 IV, som är på väg att utvecklas bort från huvudserien. Den roterar realtivt snabbt med en projicerad rotationshastighet av 87 km/s. Den har en massa som är ca 2,6 solmassor, en radie som är ca 3,6 solradier och utsänder ca 77 gånger mera energi än solen från dess fotosfär vid en effektiv temperatur av ca 9 000 K.
45 Aquilae A har en följeslagare med en omloppsperiod på 20,31 år och en excentricitet på 0,054. Med en vinkelseparation på 42,2 bågsekunder från detta par finns en andra följeslagare med en skenbar magnitud av 12,7.